# Bataille de Mergentheim
Guerre de Trente Ans
Batailles
La bataille de Mergentheim (parfois incorrectement appelée « bataille de Mariendal » dans les sources françaises de l'époque) est une bataille de la guerre de Trente Ans ; elle a opposé les troupes françaises aux troupes bavaroises le 5 mai 1645.

## Prélude
Après que les troupes franco-saxonnes, fortes de 11 000 hommes, eurent passé le Rhin à Spire le 26 mars 1645, le maréchal de Turenne fit marche vers la Souabe et prit au mois d'avril ses quartiers dans les moulins de l'Hospice du Saint-Esprit, face aux portes de la ville de Hall. Il caserna ses troupes alentour et exigea la reddition de la ville, qui proposait pourtant une rançon. C'est pourquoi le général bavarois Franz von Mercy, qui croyait que l'armée française allait poursuivre vers la vallée du Danube, prit position à Ellwangen:p. 295.
Mais Turenne établit son quartier-général le 29 avril dans la forteresse teutonique de Mergentheim et son armée prit ses quartiers, apparemment à la demande expresse de Reinhold de Rosen, dans les villages environnants : ainsi les soldats pourraient jouir de l'abondante fertilité des vignobles et se nourrir sur le pays:p. 295. Un rapport contemporain rapporte ainsi que Turenne « et ses troupes franco-weimariennes tournent autour du pot en Franconie. »
Turenne aurait ordonné qu'aucun régiment ne s'éloigne de plus de deux heures de marche du point de ralliement d’Herbsthausen ; Herbsthausen occupait le carrefour de la route du Neckar vers l'ouest, et de celle reliant Mergentheim à Crailsheim, ce qui justifie le choix de Turenne:p. 296.
Quoi qu'il en soit, cet ordre resta sans effet : le régiment de Saxe-Weimar, fort de 5 500 cavaliers, n'avait au printemps pu ravitailler ses chevaux qu'avec peine, et se dispersait à présent sur une ligne de 40 km entre Rothenburg ob der Tauber et Buchen à travers le plateau d'Odenwald:p. 174 ; au reste, les Français négligeaient leurs avant-postes:p. 295.
Mercy avait pu reconnaître les positions françaises et prévoyait de faire marcher de nuit son armée depuis Dinkelsbühl et Feuchtwangen vers Mergentheim en passant par Michelbach an der Lücke (de) et Blaufelden afin de surprendre Turenne. La rapidité extraordinaire de ce mouvement de troupe ne fut possible que par la réduction du train, justifiée par la diminution de la taille des effectifs dans les deux camps depuis le début du conflit:p. 294.

## Déroulement
Mercy attaque les troupes françaises par surprise le 5 mai 1645.
Turenne poste son aile droite, commandée par von Rosen et composée surtout de fantassins, dans une petite forêt. Son centre, lui aussi composé principalement d'infanterie, occupe le village d'Herbsthausen, tandis que l'aile gauche, commandée par Turenne lui-même, est formée de la cavalerie weimarienne. Au total, les Français alignent 10 000 hommes:p. 297 et suiv.. 
La cavalerie bavaroise est partagée entre les deux ailes, tandis que l'infanterie avance vers le centre. Werth commande les escadrons de l'aile gauche, Mercy ceux de l'aile droite. Le colonel Jakob Kolb est à la tête d'une petite armée de réserve:S. 296. 
D'emblée, les positions françaises sont prises sous le feu de l'artillerie bavaroise puis l'infanterie bavaroise, commandée par le général Johann von Reuschenberg (de) attaque l'aile droite ennemie embusquée : les troupes françaises de von Rosen ne tirent qu'une seule salve, puis prennent la fuite vers le village, poursuivies par les Bavarois:p. 298.
Turenne réagit rapidement et contre-attaque. Sa cavalerie prend d'abord le meilleur contre l'aile de von Mercy et provoque la fuite d'une partie des contingents ennemis, jusqu'à ce que l'armée de réserve du colonel Kolb entre en action. La supériorité numérique des escadrons de Jean de Werth sur le flanc gauche fait enfin la décision : ils contournent Herbsthausen et attaquent par derrière la cavalerie de Turenne:S. 298 et suiv.. Les Français sont battus dans l'heure, perdant le tiers de leur effectif et toute leur artillerie. Turenne doit se retirer avec le reste de ses troupes et repasse le Rhin.

## Conséquences

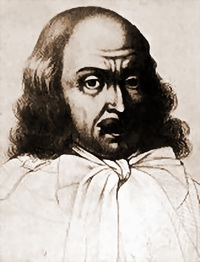
officier général du Saint-Empire, Franz von Mercy

Les garnisons françaises du château de Mergentheim et du fort de Neuhaus se rendirent le jour même. Au château, outre les munitions de l'ennemi, les Bavarois tombèrent sur la caisse de guerre de Turenne. Ils firent prisonniers les deux généraux de Turenne, Schmidberg (de) et Rosen, et avec eux 2 500 soldats 185 officiers, quatre pièces d'artillerie et tout le train ennemi:p. 176.
Le général von Mercy reconstitua ses rangs en retournant une partie des prisonniers grâce à la solde saisie:p. 299 et suiv.. Il poursuivit Turenne, qui avait pris la fuite en Hesse et jusqu'aux rives du Main. Selon certaines sources:p. 176, les paysans de Franconie auraient d'eux-mêmes participé à cette chasse à l'homme.
Si Napoléon Bonaparte a pu voir dans le choix d'un point de concentration à découvert, au milieu des avant-postes, une faute tactique décisive de Turenne:p. 297, ce dernier rejeta pour sa part la responsabilité de cet échec cuisant sur ses officiers : 

« Dès que l’armée fut arrivée à Mariendal, comme c’etoit dans la fin du mois d’avril, & qu’il n’y avoit point encore d’herbes, on pressa fort M. de Turenne de permettre que la cavalerie se séparât dans les petites villes, où on laisseroit son bagage au premier ordre, & qu’on viendroit promptement au rendez-vous. Pour dire vrai, le trop de facilité à ne point faire pâtir la cavalerie, faute de fourrage ; la grande envie qu’ils se missent promptement en bon état, plusieurs officiers assurent que chacun dans son lieu acheteroit des chevaux pour les démontés, & aussi l’éloignement de l’ennemi qui étoit à près de dix heures de-là, les partis rapportant qu'ils étoient séparés, firent résoudre M. de Turenne mal a propos à les envoyer dans de petits lieux fermés. »

— Collection des mémoires du maréchal de Turenne, p. 297.
Cette bataille se solda d'abord par un avantage numérique des Impériaux en Allemagne méridionale:p. 299 et suiv., sans toutefois porter un coup fatal à l'invasion française:p. 174. Turenne parvint en effet à ramener les troupes encore intactes sur les rives du Rhin et remit sa démission au cardinal Mazarin, qui cependant la refusa. Le Premier ministre ordonna au contraire à Turenne de faire au plus vite sa jonction avec l'armée de Condé. Peu après, les deux généraux français, renforcés par des contingents hessois, repassaient le Rhin. Le 3 août 1645, ils culbutent l'armée impériale commandée par Jean de Werth et Franz von Mercy à la bataille d'Alerheim : c'est la revanche de la bataille de Mergentheim. Les Français sont victorieux. Le maréchal von Mercy meurt frappé par une balle de mousquet ; il est enterré sur le champ de bataille.

## Note
1. 1 2 3 4 5 6  D'après Carlheinz Gräter, « Die Schlacht von Herbsthausen : Vor 400 Jahren erlitt Turenne seine einzige Niederlage gegen Baiern », Frankenland., no 47,‎ 1995, p. 174–176 (lire en ligne [PDF]).
2. 1 2 3 4 5 6 7 8 9 10 11  Beschreibung des Oberamts Mergentheim.
3. ↑  cité d'après Beschreibung des Oberamts Mergentheim, p. 295.
4. ↑  Cf. Bernd Warlich, « Hans Jakob Kolb von Kager », sur 30jaehrigerkrieg.de

1. ↑  Cf. Bernd Warlich, « Hans Jakob Kolb von Kager. », sur 30jaehrigerkrieg.de
2. ↑  Parfois appelé fautivement Rauschenberg, cf.: (de) Bernhard von Poten, « Reuschenberg, Johann von », dans Allgemeine Deutsche Biographie (ADB), vol. 28, Leipzig, Duncker & Humblot, 1889, p. 296-298.

## Sources
- Friedemann Bedürftig: „Taschenlexikon Dreißigjähriger Krieg“; Piper Verlag GmbH; München; Oktober 1998;  (ISBN 3-492-22668-X)
- C. V. Wedgwood: „Der 30jährige Krieg“; List Verlag München Leipzig; 10. Auflage 1998;  (ISBN 3-471-79210-4)

- (de) Cet article est partiellement ou en totalité issu de l’article de Wikipédia en allemand intitulé « Schlacht bei Mergentheim » (voir la liste des auteurs).